# Concert per a violí núm. 1 (Szymanowski)
El Concert per a violí núm. 1 de Karol Szymanowski, op. 35, es considera un dels primers concerts per a violí moderns. Rebutja la tonalitat tradicional i l'estètica romàntica. Es va estrenar l'1 de novembre de 1922 a Varsòvia amb Józef Ozimiński com a solista, amb la Filharmònica de Varsòvia dirigida per Emil Młynarski. La va dedicar al violinista Paul Kochanski. Té una durada d'aproximadament 25 minuts.
Va ser escrit el 1916 mentre el compositor es trobava a Zarudzie, Ucraïna, a la casa pairal del seu amic Józef Jaroszyński. Paul Kochanski va assessorar Szymanowski sobre la tècnica del violí durant la composició del concert, i més tard va escriure la cadenza. L'obra està dedicada a Kochanski. La inspiració probable per al concert va ser Noc Majowa (Nit de maig), un poema del poeta polonès Tadeusz Miciński. El concert no segueix ni duplica el poema, però la música extàtica i sumptuosa de Szymanowski és un company ideal per al llenguatge de Miciński.
El concert va inspirar, entre d'altres, Béla Bartók a l'hora d'escriure el seu Segon Concert per a violí.
Està escrit per a violí sol, 3 flautes (tercera doblant flautí), 3 oboès (tercer doblant Corn anglès), 3 clarinets (tercer doblant clarinet en mi♭), clarinet baix, 3 fagots (tercer doblant contrafagot), 4 trompes, 3 trompetes, 3 trombons, tuba, percussió, 2 arpes i cordes.

## Estructura
El concert per a violí està en un moviment continu, però es pot dividir en tres parts:
- I. Tempo comodo - Andantino
- II. Vivace scherzando
- III. Poco meno - Allegretto